# 山梨県道419号甲斐常葉停車場線
山梨県道419号甲斐常葉停車場線（やまなしけんどう419ごう かいときわていしゃじょうせん）は、山梨県南巨摩郡身延町を起点・終点とする一般県道である。

## 概要

### 路線データ
- 起点：山梨県南巨摩郡身延町常葉（身延線甲斐常葉駅前＝国道300号別線交点）
- 終点：山梨県南巨摩郡身延町常葉（信号無交差点＝国道300号交点）

## 通過する自治体
- 山梨県南巨摩郡身延町

## 交差・接続する道路
- 国道300号別線（南巨摩郡身延町常葉）
- 国道300号（南巨摩郡身延町常葉・信号無交差点）

## 周辺
- 身延町役場 下部支所
- 富里郵便局
- 甲斐常葉駅